# X Monocerotis
X Monocerotis är en halvregelbunden variabel av SRA-typ i Enhörningens stjärnbild.
Stjärnan varierar mellan visuell magnitud 6,8 och 10,2 med en period av 155,8  dygn.